# Giorgio de Chirico
Giorgio de Chirico (Volos, Grecia; 10 de julio de 1888 - Roma; 20 de noviembre de 1978) fue un pintor italiano nacido en Grecia de padres italianos. De Chirico es reconocido entre otras cosas por haber fundado el movimiento artístico pintura metafísica.

## Biografía
Su padre era un barone siciliano, perteneciente a una blasonada familia de origen griego, los Kyriko; su madre era greco-genovesa, nacida en Esmirna. Estudió arte en Atenas y Florencia, antes de mudarse a Alemania en 1906, donde ingresó a la Academia de Bellas Artes de Múnich. Allí entró en contacto con las obras de los filósofos Nietzsche y Arthur Schopenhauer, además de estudiar las obras de Arnold Böcklin y Max Klinger. Volvió a Italia en el verano de 1909 para pasar seis meses en Milán. A principios de 1910 se mudó a Florencia nuevamente, donde pintó "El enigma de una tarde de otoño", la primera de sus obras de la serie "Plaza metafísica", después de una experiencia personal en Piazza Santa Croce. En Florencia pintó también "El enigma del oráculo". Al año siguiente, De Chirico pasó algunos días en Turín, de camino a París, y quedó impresionado por lo que llamó "el aspecto metafísico de Turín" que se apreciaba en la arquitectura de sus arcadas y plazas. De Chirico vivió en París hasta su alistamiento en el ejército en mayo de 1915, durante la Primera Guerra Mundial.
Los cuadros que De Chirico realizó entre 1909 y 1914 son los que le han dado más reconocimiento. Este período se conoce como el período metafísico. Las obras destacan por las imágenes que evocan ambientes sombríos y abrumadores. A principios de este período, los modelos eran paisajes urbanos inspirados en las ciudades mediterráneas. Gradualmente, la atención del pintor se fue desplazando hacia estudios de cuartos atiborrados de objetos, a veces habitados por maniquíes.
Casi de inmediato, el escritor Guillaume Apollinaire alabó el trabajo de Chirico y le ayudó a presentarlo al grupo que más tarde se dedicaría al surrealismo. En 1922, Yves Tanguy escribió que quedó tan impresionado al ver una obra de De Chirico en un escaparate de una galería, que entonces decidió convertirse en artista, aun sin haber tocado un pincel en su vida. Otros artistas que han reconocido la influencia de Giorgio de Chirico son Max Ernst, Salvador Dalí y René Magritte. Se considera a De Chirico una de las mayores influencias sobre el movimiento surrealista.
De Chirico abandonó posteriormente el estilo metafísico y realizó varias obras más realistas, con un éxito modesto.
De Chirico publicó en 1925 la novela "Hebdómeros", de la cual el poeta John Ashbery ha dicho que se trata probablemente de una de las mayores obras literarias del surrealismo. Ha sido traducida al español por César Aira y publicada en Argentina por Editorial Mansalva.
El pintor falleció el 20 de noviembre de 1978, a los 90 años.

## Obras
La pintura metafísica de Giorgio de Chirico se considera uno de los mayores antecedentes del movimiento surrealista. En su estancia en Alemania  recibió la influencia de autores simbolistas y de la filosofía de Nietzsche y Schopenhauer. Ya en París (1911), comienza a realizar obras de imágenes muy sorprendentes, basadas en representar espacios urbanos, en los que predominan los elementos arquitectónicos y la proyección de sombras y en las que la presencia humana suele estar ausente. Además de esta regla arquitectónica, también hay representaciones de interiores, generalmente abiertos al exterior, donde suele situar maniquíes y en algunas ocasiones otras obras (la representación de otras obras dentro de la propia obra, que es una característica propia del surrealismo, ya está presente en el autor). Así logra crear en sus obras un espacio extraño, atemporal, donde parece que se puede encontrar la calma y el silencio. Las imágenes representadas en el espacio pictórico se sacan de contexto y se representan con un tamaño antinatural y desproporcionado. Estas obras, que cuentan con numerosos errores técnicos, tienen como finalidad crear espacios sugerentes en los que el receptor contribuya a crear el sentido definitivo de lo que se representa.
Tras su obra Piazza souvenir de Italia (1925), pese a conservar parte de su estilo, su obra cambia hacia un carácter más convencional, ya que en un contexto de posguerra (I Guerra Mundial) la llamada "vuelta al orden" lleva a los artistas a volver a adoptar un carácter realista. El detallismo de su obra lo aleja cada vez de la metafísica, por lo que recibe la crítica de numerosos artistas surrealistas decepcionados con él.
En 1958 De Chirico realizó la obra Caballos de carrera. Su gusto por los corceles brotó cuando vio un alazán en un cartel publicitario. Para el pintor la experiencia era similar a la aparición de una deidad antigua. En el lienzo aparece en primer plano una dinámica pareja de caballos, protagonistas de la escena. En la disposición de imágenes, se ve arquitectura de fondo: es una torre medieval, una fortaleza, porque para el pintor fue fundamental el sentido arquitectónico en sus composiciones, tomando en cuenta las leyes de la perspectiva. "La arquitectura completa la naturaleza. Fue éste un progreso del intelecto humano en el campo de los descubrimientos metafísicos".
- El enigma de la hora (1912)
- La incertidumbre del poeta (1913)
- Meditación otoñal  (1913)
- La recompensa del individuo (1913)[7]
- Cántico de amor (1914)
- La conquista del filósofo (1914)
- Misterio y Melancolía en una Calle (1914)
- Melancolía otoñal (1915)
- Las musas inquietantes (1916)
- El gran metafísico (1916)
- Interiores metafísicos (1916-1918)
- Héctor y Andrómaca (1917)
- Plaza metafísica italiana (1921)
- La gran torre (1921)
- Villas romanas (1922)
- Plaza de Italia (1925)
- La tragedia y la comedia (1926)
- Dos figuras mitológicas (1927)
- Villa Medici - Templo y estatua
- Caballos de carrera (1958)